# Getz/Gilberto ’76
Getz/Gilberto ’76 ist ein Album von João Gilberto und Stan Getz, das vom 11. bis 16. Mai 1976 im Jazzclub Keystone Korner in San Francisco aufgenommen und am 19. Februar 2016 bei Resonance Records veröffentlicht wurde.

## Hintergrund
Über ein Jahrzehnt nach dem Erfolgsalbum Getz/Gilberto (Verve, 1964), das Bossa Nova zu internationaler Begeisterung verhalf, und einem zwei Jahre später entstandenen Livealbum (Getz/Gilberto 2) entstand bei einem Engagement im Keystone Korner weiteres Material, als der brasilianische Gitarrist und Sänger mit einem kurzlebigen Getz-Quartett erschien, zu dem auch die Pianistin Joanne Brackeen, der Bassist Clint Houston und der Schlagzeuger Billy Hart gehörten. Getz und Gilberto waren 1976 für das Album The Best of Two Worlds vereint und feierten die Veröffentlichung des Albums mit einer einwöchigen Show im Keystone Corner von San Francisco. „Der Fokus liegt hier auf Gilberto, dessen nuancierter Gesang und exzellente, dezente Gitarrenarbeit wunderbar zu hören sind (es gibt sogar ein paar schöne Gitarreninstrumentals). Getz spielt Soli zu einer Handvoll Melodien, während seine Begleiter sehr im Hintergrund bleiben (die Band ist dagegen besser auf Moments in Time zu hören).“
Das Plattencover ist das Werk der puerto-ricanischen abstrakten Expressionistin Olga Albizu – der Künstlerin, die auch die Cover-Abbildungen für die ersten beiden Alben von Getz/Gilberto geliefert hatte.

## Titelliste

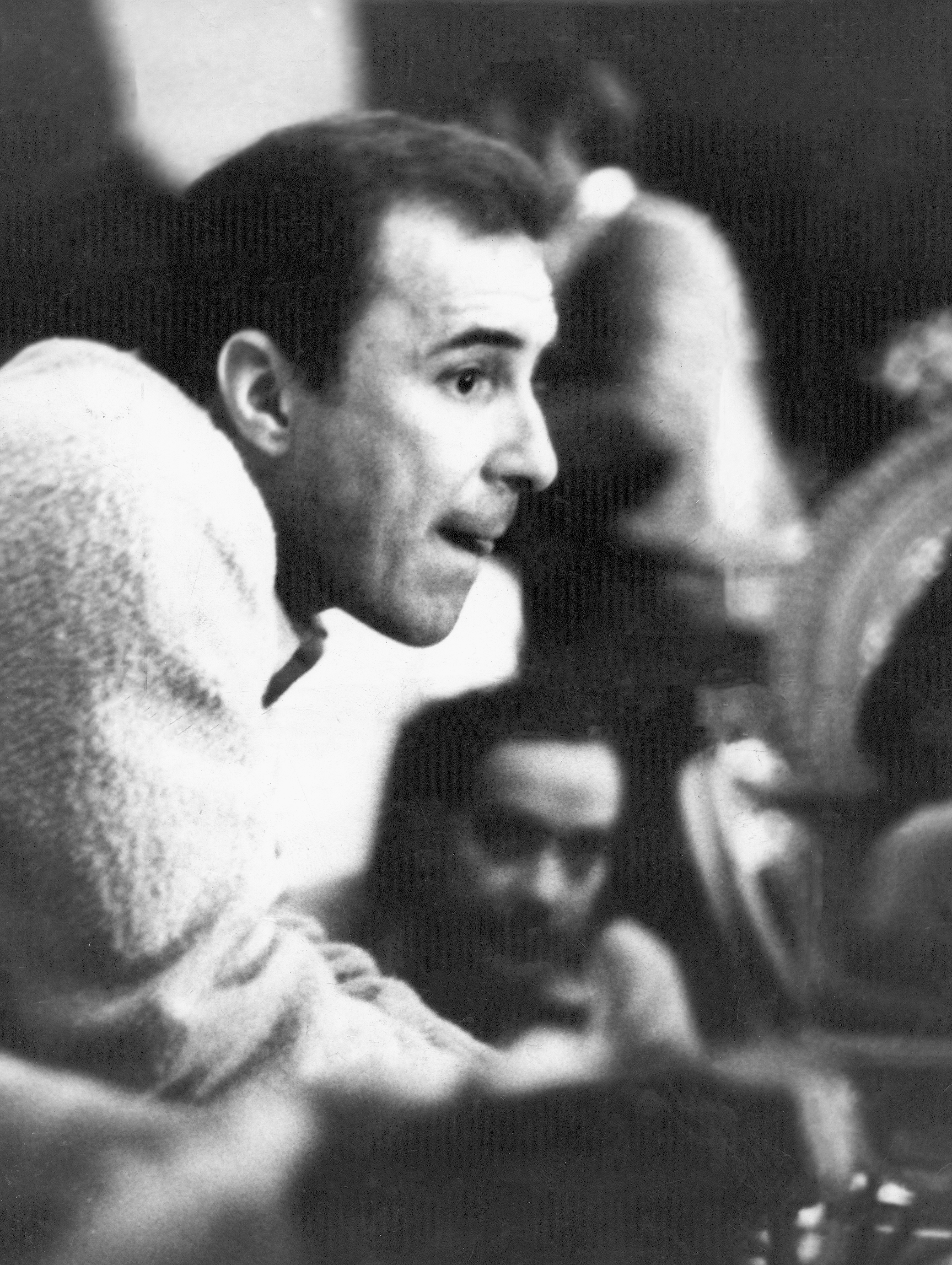
João Gilberto und Stan Getz m New York (1972).

- João Gilberto, Stan Getz: Getz/Gilberto '76 (Resonance Records – HCD-2021)

1. Spoken Intro By Stan Getz 1:07
2. É Preciso Perdoar (Carlos Coqueijo/Alcivando Luz) 5:50
3. Aguas De Março (Antônio Carlos Jobim) 5:46
4. Retrato Em Branco E Preto (Francisco Buarque De Hollanda/Antônio Carlos Jobim) 4:47
5. Samba Da Minha Terra (Dorival Caymmi) 3:20
6. Chega De Saudade (Antônio Carlos Jobim / Vinícius de Moraes) 3:42
7. Rosa Morena (Dorival Caymmi) 4:25
8. Eu Vim Da Bahia (Gilberto Gil) 4:11
9. João Marcelo (João Gilberto) 3:20
10. Doralice (Antonio Almeida/Dorival Caymmi) 3:47
11. Morena Boca De Ouro (Ary Barroso) 3:34
12. Um Abraço No Bonfá 4:38
13. É Preciso Perdoar (Encore) (Carlos Coqueijo/Alcivando Luz) 6:29

## Rezeption
Matt Colar verlieh dem Album in Allmusic 4½ (von 5) Sterne und lobte, das 2016er Album Getz/Gilberto '76 (und die separate Veröffentlichung Moments in Time) von Resonance Records sei „ein hervorragendes Paket, das einige der besten Live-Auftritte von Getz und Gilberto aus dieser Zeit enthalte“. „Die 70er Jahre waren eine fruchtbare Zeit für Getz, einen Star der Cool Jazz Szene, der seit den 40er-Jahren professionell gespielt hatte. Während er in den 60er-Jahren mit seinen innovativen Bossa-Nova-Alben zu Ruhm und Reichtum gelangte, blieb er mit den Jahren kreativ hungrig und umgab sich mit jungen, zukunftsweisenden Jazzmusikern wie Hart, Brackeen und dem ebenfalls erscheinenden Bassisten Clint Houston Hier. Trotz dieser zeitgenössischen Haltung waren Getz und seine Band mehr als geeignet, den rätselhaften Gilberto zu unterstützen, der hier in einer Vielzahl von Darbietungen erscheint, von Solo über Duo bis hin zur Begleitung der gesamten Band. Besonders faszinierend ist es zu hören, wie sich die Band an Gilbertos charakteristische und subtile Phrasierung anpasst. Sein stetiger Gitarrenpuls verankert seine zarten, fließenden Gesangsmelodien. Während Mitschnitte wie ‚Chega de Saudade‘ und ‚Doralice‘ die ganze Wärme und Schönheit der Originalaufnahmen von 1964 bewahren, färben sie Getz und seine Band im Keystone überraschend und dennoch nachdenklich. Das Ergebnis ist ein organischer, traumhafter Abend.“
Dave Gelly kam zur gleichen Bewertung und meinte im britischen Guardian: „Trotz seines Titels ist dies das Album von Gilberto. Auftritte des perfektionistischen, halb zurückgezogen lebenden Gilberto waren selten, und es herrscht eine Atmosphäre der Stille, in die er die portugiesischen Texte halb flüstert, begleitet von seiner minimalistischen, aber unendlich subtilen Gitarre. Sogar Getz’ herrliches Tenorsaxophon klingt dazu im Vergleich strenger.“ Das Original-Getz/Gilberto-Album von 1964 sei ein Meisterwerk, meint Gelly weiter, und der vorliegende Mitschnitt „erreicht nie diese Höhen, aber es ist etwas faszinierendes an Gilbertos Intensität, wenn er einem Live-Publikum gegenübersteht.“

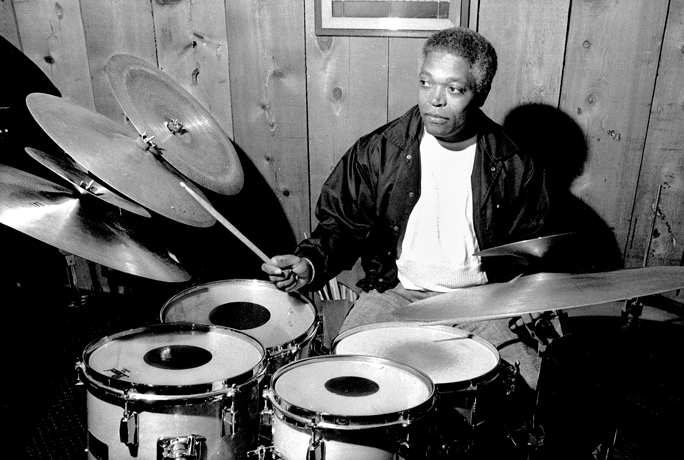
Billy Hart 2010 (Foto:Brian McMillen)

Andrew Cartmel besprach das Album für London Jazz News und meinte, die neu entdeckten Getz/Gilberto-Sessions „erhalten die Musik In einer intimen und ausgewogenen Aufnahme“, die auf der hochwertigen Vinyl-Veröffentlichung in limitierter Auflage besonders lebhaft aufgenommen wurde. In seiner gesprochenen Einleitung lobt Getz João Gilberto für seine Fähigkeit, „warm ohne Vibrato zu singen“, und „das einfache Schlagen von Gilbertos Gitarre entfaltet sich und entwickelt sich als Vehikel für diese Stimme auf ‚É Preciso Perdoar‘ ('Must Forgive') mit Clint Houstons Bass folgte dicht und füllte den Sound fast sublim, Joanne Brackeen spielte zarte und geschmackvolle Fills, und Billy Harts knappes, trommelndes Schlagzeugspiel – ein stetiges Tic-Tac – liefert den Puls. Eine elegante und einflussreiche Stimmung wird fast sofort hergestellt, aber man muss sagen, wenn Getz hereinkommt, wird dem Fortgang eine ganz andere Dimension hinzugefügt. Sein Tenor ist nicht das, was man als glatt bezeichnen könnte – es hat eine rauhe Rohheit –, aber es ist endlos fesselnd, mit einer rauen Beredsamkeit. Hart macht einen Schritt nach vorne, um den Bandleader zu unterstützen, und dann tritt Getz zurück, um Gilberto wieder auf die Bühne kommen zu lassen, wobei der hervorragende Bass von Houston seine Gitarre verstärkt. Es ist überraschend und erfreulich, wie viel Platz Getz Gilberto in dieser Aufnahme gibt. Hier gibt es keine Rasenkriege.“
„Aguas de Março“ (Waters of March) ist eine Komposition von Antônio Carlos Jobim und möglicherweise sein Meisterwerk, schreibt Gelly weiter. Die Version hier sei „von absoluter Schönheit, mit der sanften Dringlichkeit von Gilbertos Gesang, der sich gegen seine einsame, loping Gitarre legt und der Melodie einen rasenden Herzschlag verleiht, wie einen Steinschlag auf dem Wasser. Während die Kaskade von Jobims Bildern gesungen wird, werden sie von dem spritzigen Schlag seines Gitarrenspiels begleitet und zum Leben erweckt. Auch hier sind Bass und Schlagzeug so fast unterschwellig, dass es fast wie eine Solo-Performance erscheint. Retrato em Branco e Preto („Porträt in Weiß und Schwarz“) lässt Getz’ Tenor mit einer rauen Autorität erscheinen, die sinnlich die Melodie umspannt, als würde sie Seidentücher verknoten. Bass und Schlagzeug sorgen für einen kräftigen Herzschlag, und Gilbertos heiserer Gesang ist sanft durchdringend. Diese Aufnahme hat eine großartige Klangrealität und eine enorme Intimität. Die Auswahl ist großartig und die Musiker spielen sie ganz oben in ihrem Spiel. Es scheint, dass Getz/Gilberto über fünfzig Jahre nach seiner Veröffentlichung endlich einen würdigen Nachfolger bekommen hat.“